# Y a le printemps qui chante (Viens à la maison)
Singles de Claude François
Comme un jour nouveau
(1972) Quand l'épicier ouvre sa boutique
(1972)
Y a le printemps qui chante (Viens à la maison) est une chanson chantée par Claude François en 1972.
La chanson figure en première position sur l'album Y a le printemps qui chante, paru au premier trimestre de 1972. Elle est le premier single sorti de l'album.
Le titre s'écoule à plus de 300 000 exemplaires.
Cette chanson est le fruit d’un amour impossible entre Claude François et une mannequin suédoise. La jeune fille souhaite le mariage, à contrario du chanteur français, qui sera très attristé par la séparation, cette idylle en aurait inspiré les paroles.